# Пи Геркулеса
Пи Геркулеса (лат. π Herculis), 67 Геркулеса (лат. 67 Herculis), HD 156283 — двойная звезда в созвездии Геркулеса на расстоянии приблизительно 355 световых лет (около 109 парсек) от Солнца. Возраст звезды определён как около 220 млн лет.

## Характеристики
Первый компонент — оранжевый яркий гигант спектрального класса K3II, или K5. Видимая звёздная величина звезды — +3,144m. Масса — около 4,92 солнечных, радиус — около 66,806 солнечных, светимость — около 1176 солнечных. Эффективная температура — около 4194 K.
Второй компонент — красный карлик спектрального класса M. Масса — около 193,33 юпитерианских (0,1846 солнечной). Удалён в среднем на 2,544 а.е..